# Szpital miejski
Szpital miejski (ang. General Hospital, w skrócie GH) – amerykańska opera mydlana, emitowana od 1963, której akcja rozgrywa się w środowisku medycznym. Jest to najdłużej produkowana opera mydlana w amerykańskiej stacji American Broadcasting Company i najdłużej realizowany serial w Hollywood (przez Prospect Avenue ABC Television Center West i Sunset-Gower Studios). W 2002 serial przekroczył próg 10 000 odcinków. 23 lutego 2018 wyemitowano odcinek 14 000. 22 czerwca 2022 został wyemitowany 15 000 odcinek serialu.
Tytułowy szpital miejski zlokalizowany jest w fikcyjnym miasteczku Port Charles. Zadebiutował na ekranach telewizorów 1 kwietnia 1963. Odcinki wówczas trwały 30 minut, od 1976 długość została zwiększona do 45 minut, a następne do pełnej godziny w 1978.
W Polsce serial emitowany był przez telewizję Polsat dwa razy w tygodniu od 6 maja 1994 do 30 sierpnia 1995. Początkowo emitowany był w piątki i soboty o 20:00 (powtórka o 16:30 w dniu następnym), a pod koniec emisji w środy i w czwartki o 10:00 bez emisji powtórkowych. Łącznie wyemitowano 125 odcinków.

## Obsada

### Obecni członkowie obsady
| Aktor                 | Rola                   | Lata występowania                   |
| --------------------- | ---------------------- | ----------------------------------- |
| Tabyana Ali           | Trina Robinson         | od 2022                             |
| Briana Nicole Henry   | Jordan Ashford         | od 2018                             |
| Maurice Benard        | Sonny Corinthos        | od 1993                             |
| Braedyn Bruner        | Emma Drake             | od 2024                             |
| Matt Cohen            | Griffin Munro          | od 2016                             |
| Teresa Castillo       | Sabrina Santiago       | od 2012                             |
| Tyler Christopher     | Nikolas Cassadine      | 1996–1999, 2003–2011, od 2013       |
| Bryan Craig           | Morgan Corinthos       | od 2013                             |
| William deVry         | Julian Jerome          | od 2013                             |
| Chad Duell            | Michael Corinthos      | od 2010                             |
| Jane Elliot           | Tracy Quartermaine     | 1978–1980, 1989–1993, 1996, od 2003 |
| Hayley Erin           | Kiki Jerome            | od 2015                             |
| Nancy Lee Grahn       | Alexis Davis           | od 1996                             |
| Tanisha Harper        | Jordan Ashford         | od 2022                             |
| Alexa Havins          | Lulu Spencer           | od 2024                             |
| Rebecca Herbst        | Elizabeth Webber       | od 1997                             |
| Roger Howarth         | Franco                 | od 2013                             |
| Finola Hughes         | Anna Devane            | 1985–1991, 1995, 2006–2008, od 2012 |
| Lisa LoCicero         | Olivia Falconeri       | od 2008                             |
| Kate Mansi            | Kristina Davis         | od 2023                             |
| Billy Miller          | Jason Morgan           | od 2014                             |
| Kelly Monaco          | Sam Morgan             | od 2003                             |
| Ryan Paevey           | Nathan West            | od 2013                             |
| Tequan Richmond       | TJ Ashford             | od 2012                             |
| Emme Rylan            | Lulu Spencer Falconeri | od 2013                             |
| Brytni Sarpy          | Valerie Spencer        | od 2015                             |
| Michelle Stafford     | Nina Clay              | od 2014                             |
| Kirsten Storms        | Maxie Jones            | od 2015                             |
| Jason Thompson        | dr Patrick Drake       | od 2005                             |
| Robert Palmer Watkins | Dillon Quartermaine    | od 2015                             |
| Maura West            | Ava Jerome             | od 2013                             |
| Laura Wright          | Carly Corinthos        | od 2005                             |
| Dominic Zamprogna     | Dante Falconeri        | od 2009                             |

### Gościnnie występują
| Aktor                    | Rola                   | Lata występowania                                         |
| ------------------------ | ---------------------- | --------------------------------------------------------- |
| Lexi Ainsworth           | Kristina Davis         | 2009–2011, od 2015                                        |
| Harper Rose Barash       | Georgie Spinelli       | od 2015                                                   |
| Nicolas Bechtel          | Spencer Cassadine      | od 2013                                                   |
| Richard Burgi            | Paul Hornsby           | od 2015                                                   |
| Ryan Carnes              | Lucas Jones            | 2004–2005, od 2014                                        |
| Leslie Charleson         | Monica Quartermaine    | od 1977                                                   |
| Derk Cheetwood           | Max Giambetti          | od 2002                                                   |
| Drew Cheetwood           | Milo Giambetti         | od 2006                                                   |
| Robb Derringer           | Kyle Sloane            | od 2014                                                   |
| Sonya Eddy               | Epiphany Johnson       | od 2006                                                   |
| Saidah Arrika Ekulona    | Mayor Janice Lomax     | 2012–2013, od 2015                                        |
| Genie Francis            | Laura Spencer          | 1977–1984, 1993–2002, 2006, 2008, 2013, od 2015           |
| Kathleen Gati            | Liesl Obrecht          | od 2012                                                   |
| Rick Hearst              | Ric Lansing            | 2002–2009, od 2014                                        |
| Carolyn Hennesy          | Diane Miller           | od 2007                                                   |
| Lynn Herring             | Lucy Coe               | 1986–2001, 2004, od 2012                                  |
| Braiden & Dylan Kazowski | Danny Morgan           | od 2015                                                   |
| Ilene Kristen            | Delia Ryan Coleridge   | od 2013                                                   |
| Michael Leone            | Cameron Spencer        | od 2013                                                   |
| Jon Lindstrom            | dr Kevin Collins       | 1993–1997, 2004, od 2013                                  |
| Charles & Ethan Losie    | Rocco Falconeri        | od 2015                                                   |
| Robin Mattson            | Heather Webber         | 1980–1983, 2004, od 2012                                  |
| Kimberly McCullough      | dr Robin Scorpio-Drake | 1985–2000, od 2004                                        |
| Donna Mills              | Madeline Reeves        | od 2014                                                   |
| James Nigbor             | Jake Spencer           | 2009–2011, od 2015                                        |
| Hannah Nordberg          | Josslyn Jacks          | od 2014                                                   |
| Haley Pullos             | Molly Lansing          | od 2009                                                   |
| Marc Anthony Samuel      | Felix DuBois           | od 2012                                                   |
| Ava & Grace Scarola      | Avery Jerome           | od 2014                                                   |
| Parry Shen               | Brad Cooper            | od 2013                                                   |
| Kin Shriner              | Scott Baldwin          | 1977–1983, 1987–1993, 1998, 2000–2004, 2007–2008, od 2013 |
| Brooklyn Rae Silzer      | Emma Drake             | od 2011                                                   |
| Linda Elena Tovar        | Rosalie Martinez       | od 2014                                                   |
| Constance Towers         | Helena Cassadine       | 1997–2007, od 2009                                        |
| Kristina Wagner          | Felicia Scorpio-Jones  | 1984–2005, 2007–2008, od 2012                             |
| Bergen Williams          | Alice Gunderson        | od 2001                                                   |
| John J. York             | Mac Scorpio            | od 1991                                                   |
| William Allen Young      | David Walters          | od 2014                                                   |
| Jacklyn Zeman            | Bobbie Spencer         | 1977–2010, od 2013                                        |

### Przyszłe zmiany w obsadzie
| Aktor             | Rola            | Status           |
| ----------------- | --------------- | ---------------- |
| Drew Cheetwood    | Milo Giambetti  | odejdzie wkrótce |
| Bradford Anderson | Damien Spinelli | powróci wkrótce  |

### Dawni członkowie obsady
| Aktor         | Rola           | Lata występowania |
| ------------- | -------------- | ----------------- |
| Claire Coffee | Nadine Crowell | 2007–2009         |
| Rebecca Budig | Hayden Barnes  | 2015–2017         |

## Nagrody

### Daytime Emmy
- 2006 „Outstanding Drama Series”
- 2006 „Outstanding Drama Series Directing Team”
- 2006 „Outstanding Achievement in Casting for a Drama Series”
- 2006 „Outstanding Achievement in Hairstyling for a Drama Series”
- 2005 „Outstanding Drama Series”
- 2005 „Outstanding Drama Series Directing Team”
- 2004 „Outstanding Drama Series Directing Team”
- 2004 „Outstanding Achievement in Makeup for a Drama Series”
- 2003 „Outstanding Drama Series Writing Team”
- 2003 „Outstanding Achievement in Multiple Camera Editing for a Drama Series”
- 2002 „Outstanding Original Song”
- 2000 „Outstanding Drama Series”
- 2000 „Outstanding Drama Series Directing Team”
- 1999 „Outstanding Drama Series”
- 1999 „Outstanding Drama Series Writing Team”
- 1999 „Outstanding Achievement in Makeup for a Drama Series”
- 1999 „Outstanding Achievement in Costume Design for a Drama Series”
- 1999 „Outstanding Original Song” razem z As the World Turns
- 1998 „Outstanding Achievement in Costume Design for a Drama Series”
- 1997 „Outstanding Drama Series”
- 1996 „Outstanding Drama Series”
- 1996 „Outstanding Achievement in Costume Design for a Drama Series”
- 1995 „Outstanding Drama Series”
- 1995 „Outstanding Drama Series Writing Team”
- 1995 „Outstanding Achievement in Costume Design for a Drama Series”
- 1984 „Outstanding Drama Series”
- 1982 „Outstanding Drama Series Directing Team”
- 1981 „Outstanding Drama Series”
- 1981 „Outstanding Drama Series Directing Team”

#### Indywidualne
- 2013 „Outstanding Supporting Actress in a Drama Series” Julie Marie Berman
- 2012 „Outstanding Supporting Actress in a Drama Series” Nancy Lee Grahn
- 2012 „Outstanding Supporting Actor in a Drama Series” Jonathan Jackson
- 2012 „Outstanding Lead Actor in a Drama Series” Anthony Geary
- 2011 „Outstanding Supporting Actor in a Drama Series” Jonathan Jackson
- 2011 „Outstanding Lead Actress in a Drama Series” Laura Wright
- 2010 „Outstanding Younger Actress in a Drama Series” Julie Marie Berman
- 2009 „Outstanding Younger Actress in a Drama Series” Julie Marie Berman
- 2008 „Outstanding Lead Actor in a Drama Series” Anthony Geary
- 2007 „Outstanding Supporting Actor in a Drama Series” Rick Hearst
- 2007 „Outstanding Supporting Actress in a Drama Series” Genie Francis
- 2006 „Outstanding Lead Actor in a Drama Series” Anthony Geary
- 2005 „Outstanding Supporting Actress in a Drama Series” Natalia Livingston
- 2004 „Lifetime Achievement Award” Anna Lee
- 2004 „Lifetime Achievement Award” Rachel Ames
- 2004 „Outstanding Lead Actor in a Drama Series” Anthony Geary
- 2004 „Outstanding Supporting Actor in a Drama Series” Rick Hearst
- 2004 „Outstanding Younger Actor in a Drama Series” Chad Brannon
- 2003 „Outstanding Lead Actor in a Drama Series” Maurice Benard
- 2003 „Outstanding Supporting Actress in a Drama Series” Vanessa Marcil
- 2002 „Outstanding Younger Actor in a Drama Series” Jacob Young
- 2000 „Outstanding Lead Actor in a Drama Series” Anthony Geary
- 2000 „Outstanding Supporting Actress in a Drama Series” Sarah Brown
- 1999 „Outstanding Lead Actor in a Drama Series” Anthony Geary
- 1999 „Outstanding Supporting Actor in a Drama Series” Stuart Damon
- 1999 „Outstanding Younger Actor in a Drama Series” Jonathan Jackson
- 1998 „Outstanding Supporting Actor in a Drama Series” Steve Burton
- 1998 „Outstanding Younger Actor in a Drama Series” Jonathan Jackson
- 1998 „Outstanding Younger Actress in a Drama Series” Sarah Brown
- 1997 „Outstanding Younger Actress in a Drama Series” Sarah Brown
- 1996 „Outstanding Younger Actress in a Drama Series” Kimberly McCullough
- 1995 „Outstanding Supporting Actress in a Drama Series” Rena Sofer
- 1995 „Outstanding Younger Actor in a Drama Series” Jonathan Jackson
- 1993 „Outstanding Supporting Actor in a Drama Series” Gerald Anthony
- 1991 „Outstanding Lead Actress in a Drama Series” Finola Hughes
- 1989 „Outstanding Juvenile Female in a Drama Series” Kimberly McCullough
- 1982 „Outstanding Lead Actor in a Drama Series” Anthony Geary
- 1982 „Outstanding Supporting Actor in a Drama Series” David Lewis
- 1981 „Outstanding Supporting Actress in a Drama Series” Jane Elliot
- 1979 „Outstanding Supporting Actor in a Drama Series” Peter Hansen